# Chaetochlorops inquilina
Chaetochlorops inquilina is een vliegensoort uit de familie van de halmvliegen (Chloropidae). De wetenschappelijke naam van de soort is voor het eerst geldig gepubliceerd in 1898 door Daniel William Coquillett als Siphonella inquilina. John Russell Malloch duidde ze in 1912 aan als typesoort van het nieuwe geslacht Chaetochlorops.